# She Came to Give It to You
"She Came to Give It to You" é uma canção do cantor americano Usher com participação trinidiana Nicki Minaj. Foi escrita por Usher, Minaj e Pharrell Williams, sendo este último o produtor da faixa também. Foi lançada em 8 de julho de 2014 pela RCA Records.

## Desempenho nas tabelas musicais

### Posições
| Tabela musical (2014)                        | Melhor posição |
| -------------------------------------------- | -------------- |
| Austrália - ARIA Singles Chart               | 32             |
| Bélgica - Ultratop 50 (Flandres)             | 25             |
| Bélgica - Ultratip (Valónia)                 | 42             |
| Canadá - Canadian Hot 100                    | 84             |
| Estados Unidos - Billboard Hot 100           | 89             |
| Estados Unidos - Billboard R&B/Hip-Hop Songs | 11             |
| Estados Unidos - Rhythmic                    | 17             |
| França - SNEP                                | 78             |
| Países Baixos - Mega Dance Top 30            | 24             |
| Suíça - Schweizer Hitparade                  | 74             |